# 自主地
在中世纪和早期现代法律（特别是在神圣罗马帝国内部）中，自主地（古荷兰语：allōd，意即“完全拥有的土地”，来自于all（全部的）+ōd（财产）；中世纪拉丁语：allodium）是指对某土地拥有完全所有权和转让权的人的土地资产。
从历史上看，自主地所有者是一种主权者。他们拥有领地、国家，以及其中的农奴，并享有完全所有权，不就自主地承担任何封建义务或赋税，也不因此需要承认上级领主的权威。无论土地大小，无论头衔如何，自主地所有者与其他君长地位相同。雨果·格老秀斯说，“自主地的所有者是主权者”，因为自主地天然是自由的、世袭的、从祖先那里继承而来的、完全独立的，并且是凭借上帝的恩典所享有的。